# Louis Comfort Tiffany

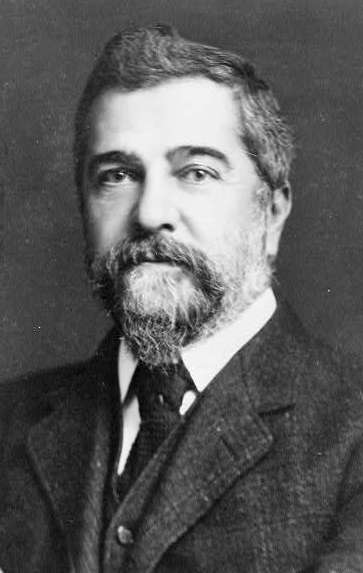
Louis Comfort Tiffany.

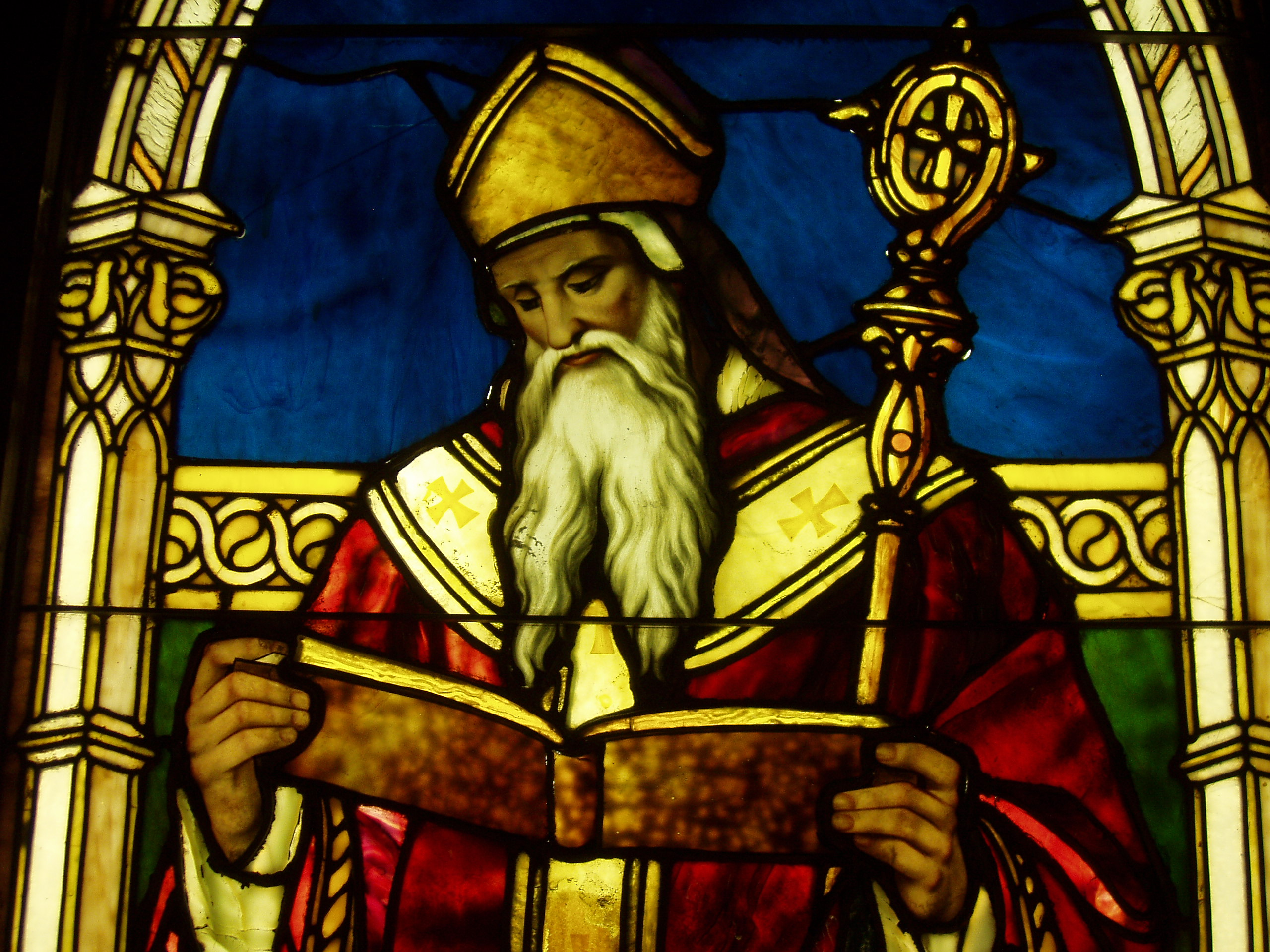
Gebrandschilderd glas van Tiffany.

Louis Comfort Tiffany (New York, 18 februari 1848 – New York, 17 januari 1933) was een Amerikaanse glaskunstenaar en ontwerper. Hij is met name bekend door zijn gebrandschilderd glas en zijn lampen in art-nouveau- en art-decostijl. Hij was ook de eerste ontwerpdirecteur in Tiffany & Co., het bedrijf van zijn vader Charles Lewis Tiffany.
Deze lampen zijn vrij populair onder verzamelaars en de prijs van een zeldzame originele Tiffanylamp kan oplopen tot een miljoen dollar. Deze veilingprijzen worden veroorzaakt door de toenemende populariteit van deze lampen bij beroemde en welgestelde verzamelaars.

## Tiffany Studio's New York
Hij begon als schilder, maar raakte geïnteresseerd in glasproductie vanaf ongeveer 1875. Hij werkte vervolgens bij verschillende glasbedrijven in Brooklyn tot circa 1878. In 1879 richtte hij met Candace Wheeler, Samuel Colman en Lockwood de Forest de Louis Comfort Tiffany and Associated American Artists op. Dit was van korte duur en de samenwerking duurde slechts vier jaar. Hij opende later zijn eigen glasfabriek in Queens om betere ontwerpen te leveren. Onder zijn leiderschap en talent, evenals het geld en de connecties van zijn vader, was het bedrijf succesvol. De eerste Tiffany Glass Company werd op 1 december 1885 opgericht en werd in 1902 bekend als de Tiffany Studios.
In 1894 vroeg Tiffany een patent aan op zijn beroemde Favrile glass, een versmelting van normaal opaliserend wit glas en helder "antique" gekleurd glas (het type glas dat al eeuwen gebruikt wordt in glas-in-loodramen). Men heeft in die tijd geprobeerd deze twee typen glas te combineren door verhitting maar de resultaten waren nagenoeg altijd saai en oninteressant. Na veel experimenteren is Tiffany erin geslaagd tot wel vijf verschillende kleuren te mengen waardoor zijn werk tot op heden de kijk op de glaskunst heeft veranderd.
Aan het begin van de 20e eeuw produceerde Tiffany Studio's in New York lampenkappen met grote diversiteit. Naast geometrische patronen met Indiaanse, Moorse en andere motieven zijn er verschillende dieren- en bloemdessins afgebeeld in allerlei vormen en maten.
De ontwerpers waren voortdurend concepten, kleurenschema's en technieken aan het verbeteren met als resultaat een botanisch correcte illustratie die tot in detail overgenomen kon worden in de lamp.

## Replica's
Door de recentelijk toenemende populariteit en hoge prijzen van Tiffanylampen zijn deze slechts voor welgestelde verzamelaars weggelegd. Hierdoor worden in Europa en Azië veel goedkope replica's van matige kwaliteit in massa geproduceerd. Slechts enkele ambachtelijke ateliers houden de kunstvorm van Tiffany in zijn waarde.
Vandaag de dag worden Tiffanylampen nog op de originele manier met de hand vervaardigd. De keuze van de kleuren en het in harmonie brengen van de verschillende soorten Favrile glass is niet eenvoudig. Na het snijden van het patroon uit glas worden de stukjes in koperfolie gewikkeld en op een mal aan elkaar gesoldeerd.
Het maken van Tiffanylampen is mede door de intensieve handarbeid en het Favrile glass zowel moeilijk als kostbaar. Kwalitatief hoogwaardige Tiffanyreproducties zijn hierdoor een zeldzaamheid geworden.

## Tentoonstelling Tiffany Girls
In Singer Laren was in 2009 een tentoonstelling te zien, getiteld 'Tiffany Girls - Nieuw Licht op Tiffany'. Een zestigtal originele lampen en snuisterijen uit de studio's van Louis Comfort Tiffany werden getoond, waarbij ook de vondst van een briefwisseling van een van zijn belangrijkste medewerksters, Clara Driscoll, belicht werd.
Recent onderzoek bracht aan het licht dat achter Louis Comfort Tiffany een groep vrouwelijke ontwerpers schuilging, waaraan veel succesvolle Tiffany-ontwerpen nu kunnen worden toegeschreven. Deze 'Tiffany Girls' werkten in het Women's Glasscutting Department onder leiding van Clara Driscoll (1861-1944) die onder meer verantwoordelijk blijken te zijn voor populaire ontwerpen als Blauweregen, Libel, Pioenroos en Klaproos. De tentoonstelling wierp daarmee nieuw licht op de ontwerppraktijk van Tiffany maar evenzeer op de sociale positie van werkende vrouwen in New York rond 1900.

## Heden
Een van de weinig hedendaagse kunstenaars die de traditie van Louis Comfort Tiffany voortzetten is Peter Scherpenzeel. Samen met zijn dochter Rose-Anne Scherpenzeel houdt hij atelier in Wormerveer. Ook in Tegelen is er sinds 1989 een atelier dat zich bezig houdt met de tiffany-techniek en het maken van replica tiffany-lampen

## Afbeeldingen

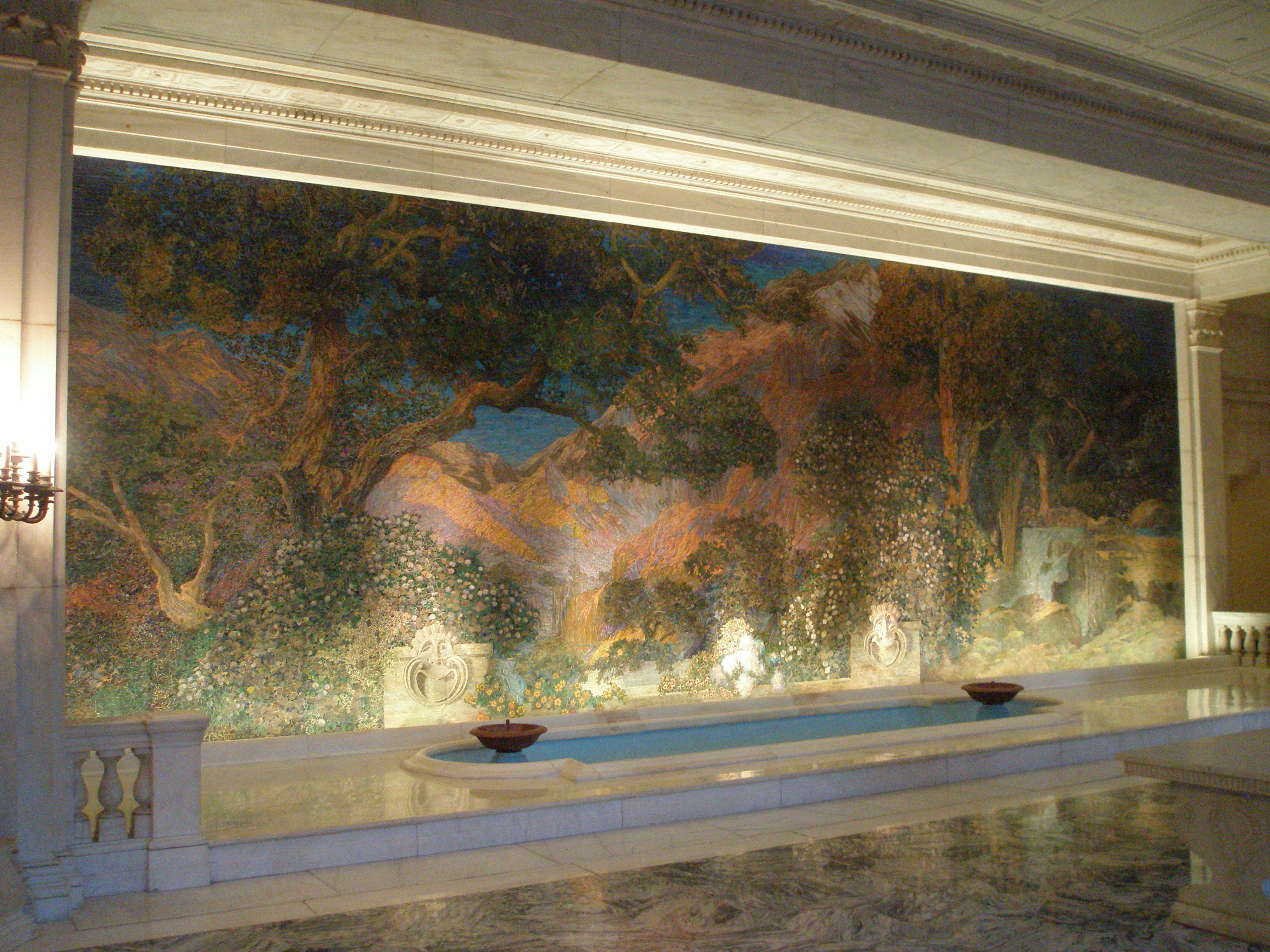
De Dream Garden.
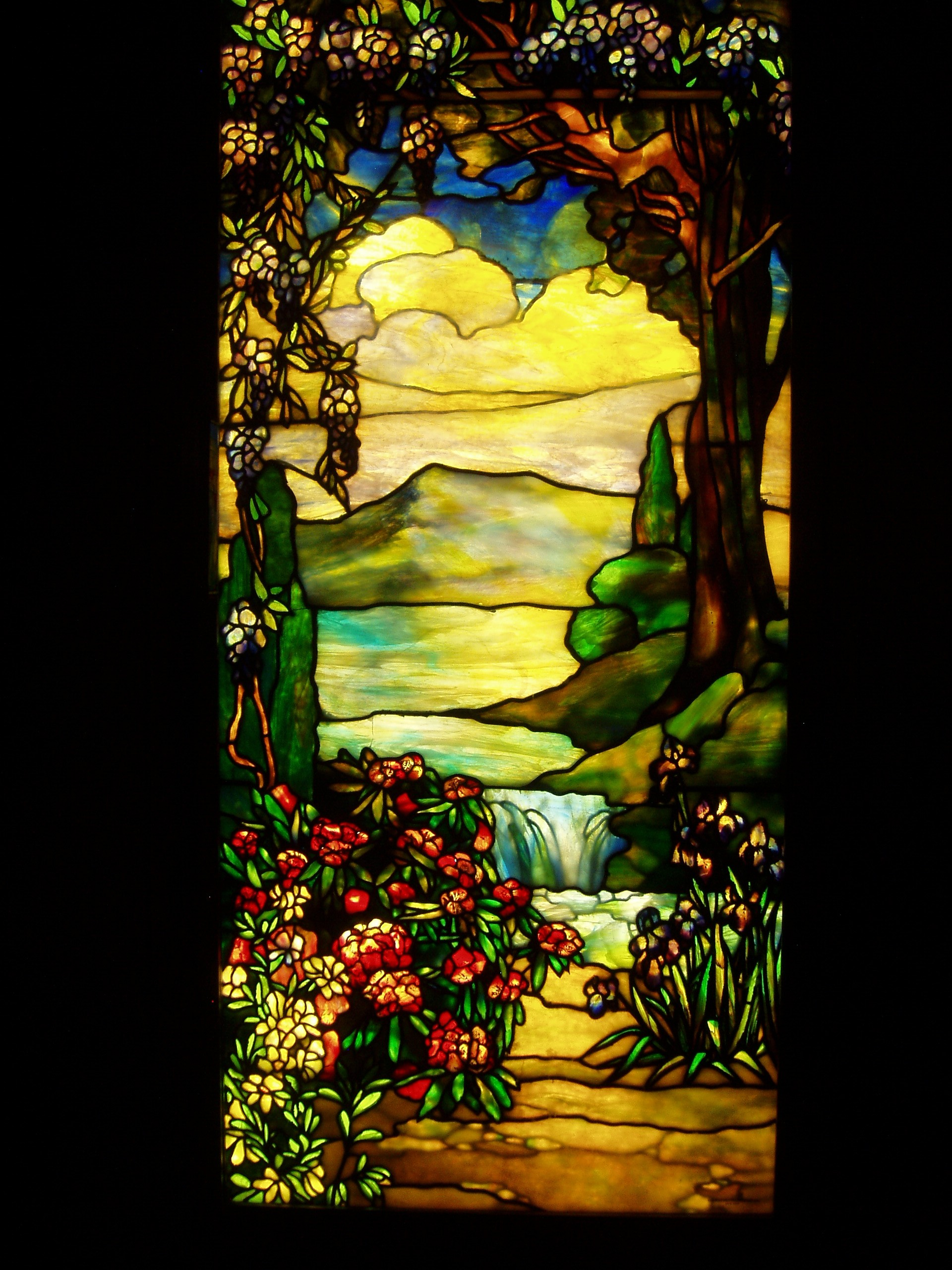
Landscape with Waterfall.
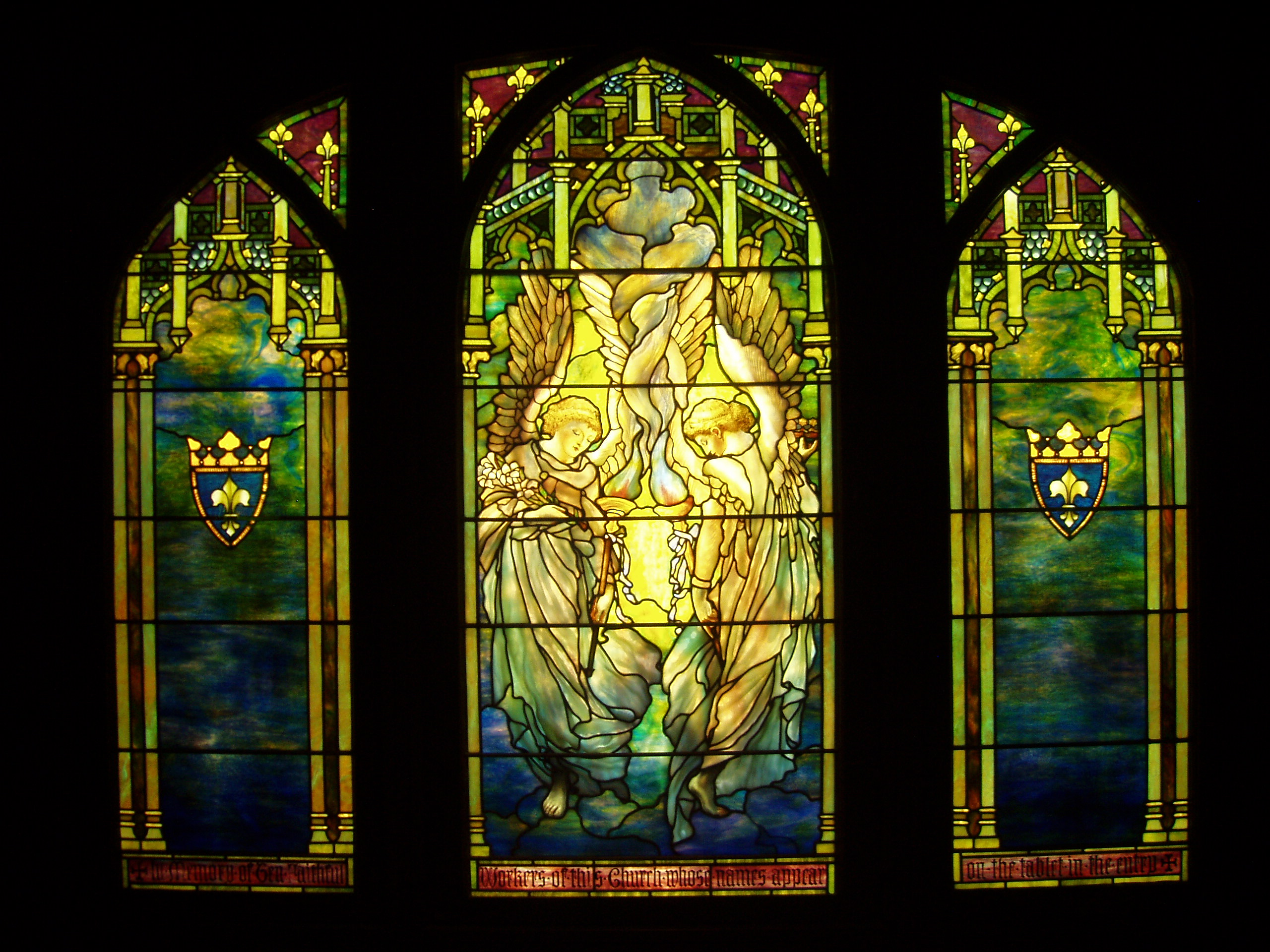
Ecclesiastical Angels.
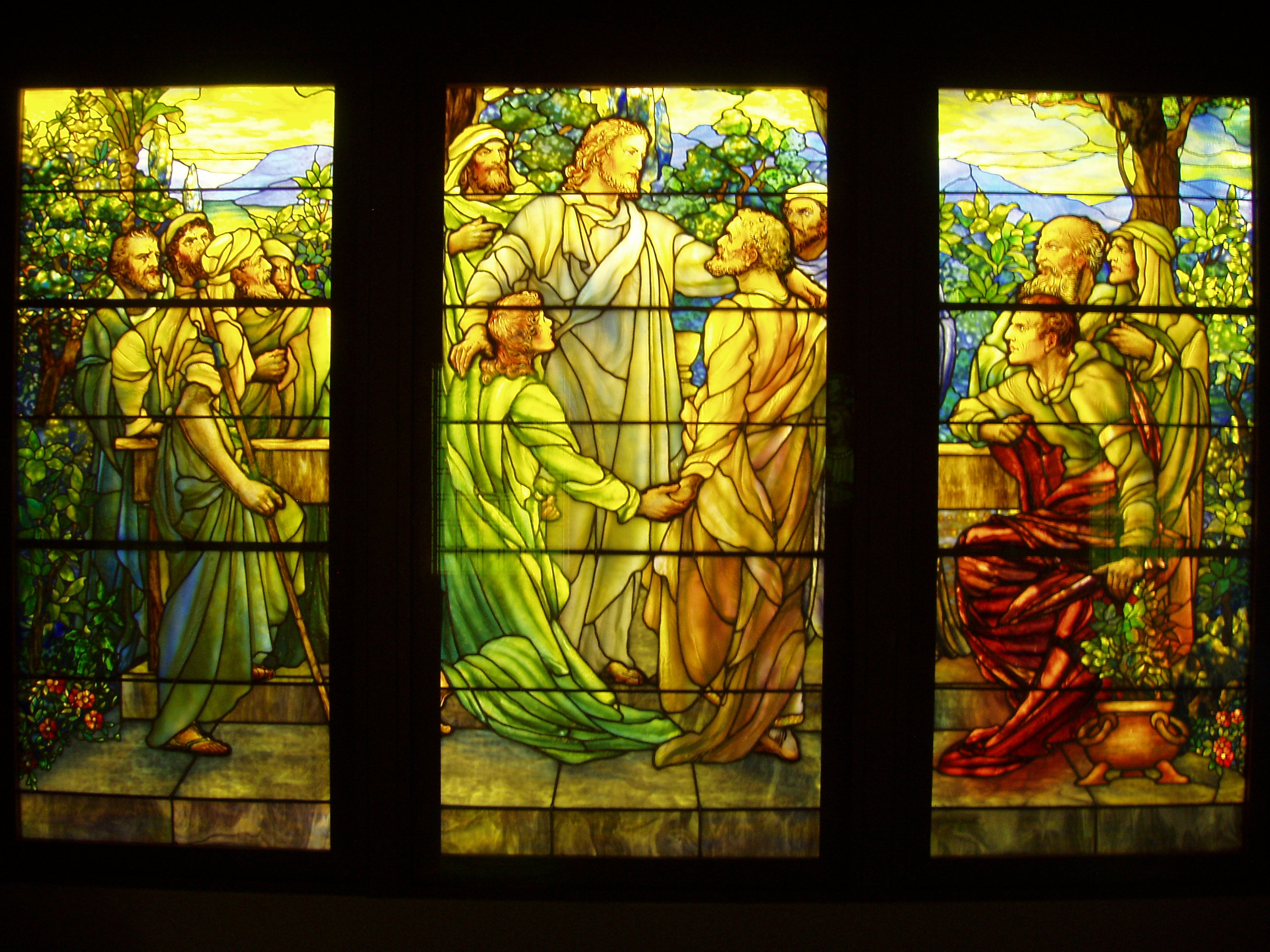
Christ and the Apostles
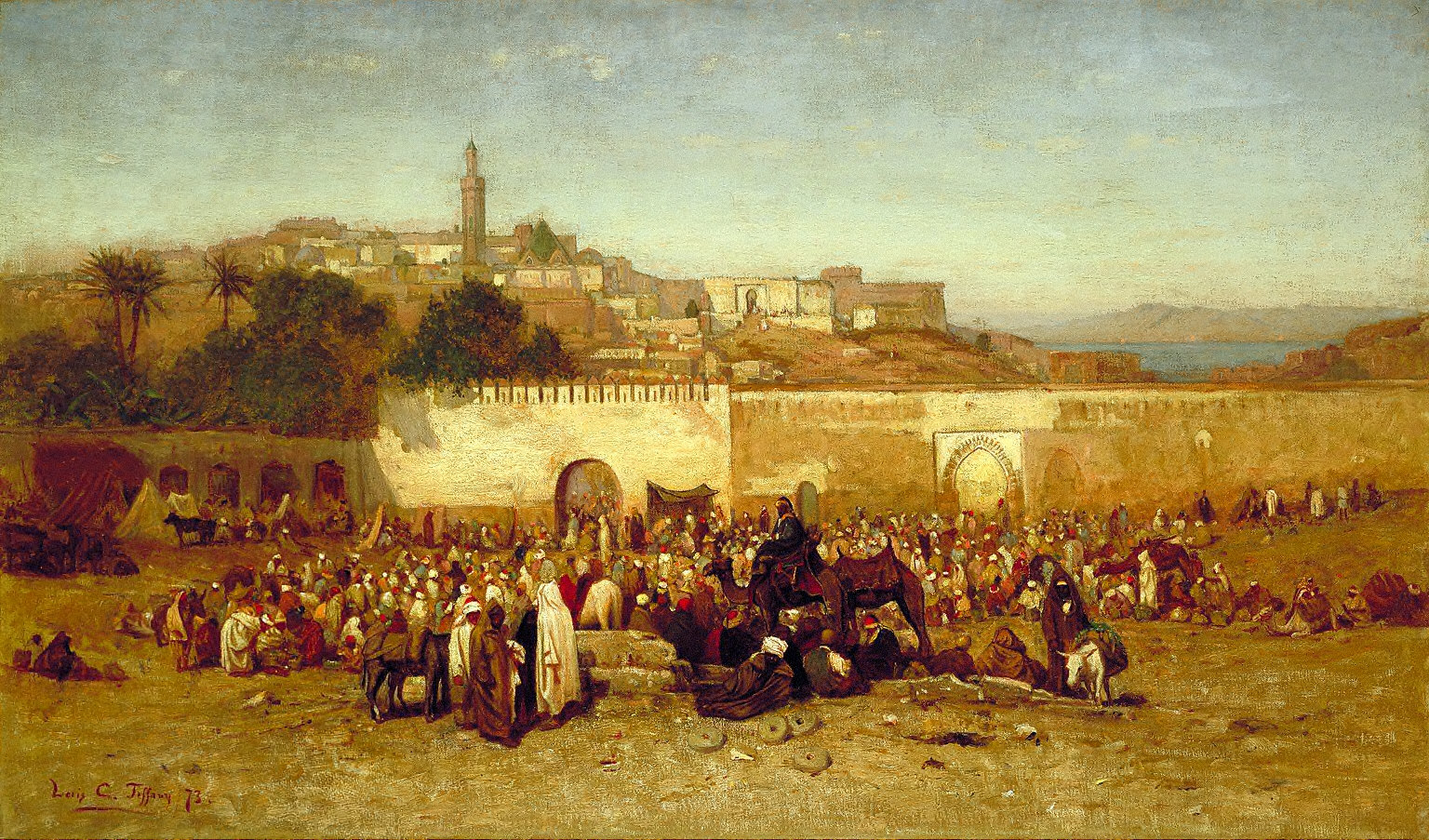
Market Day Outside the Walls of Tangiers.
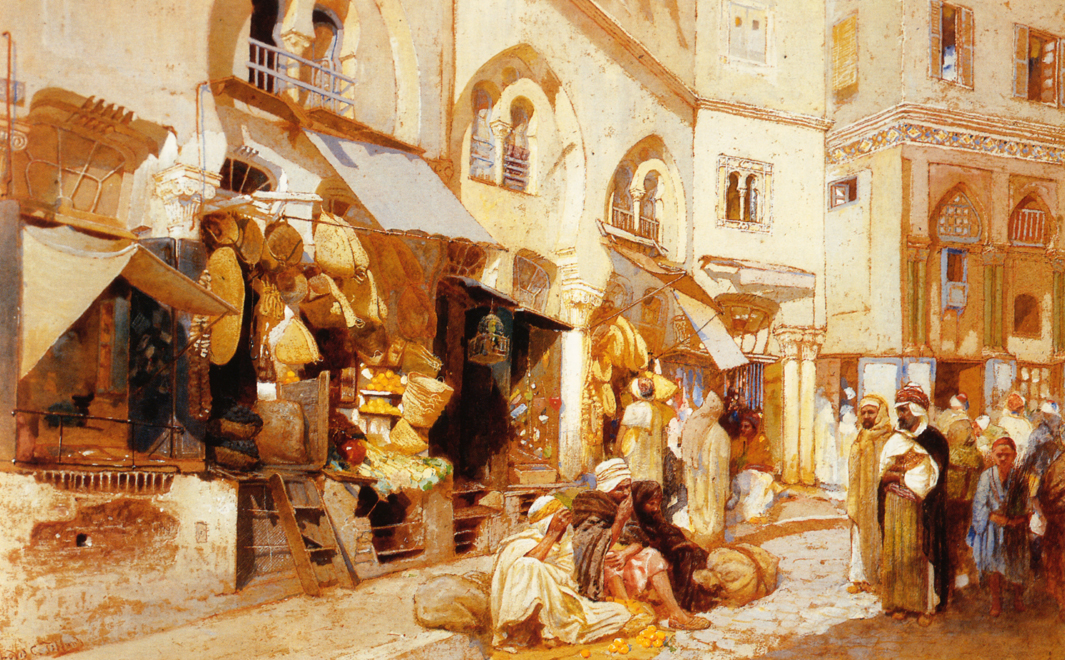
Algerian shops.
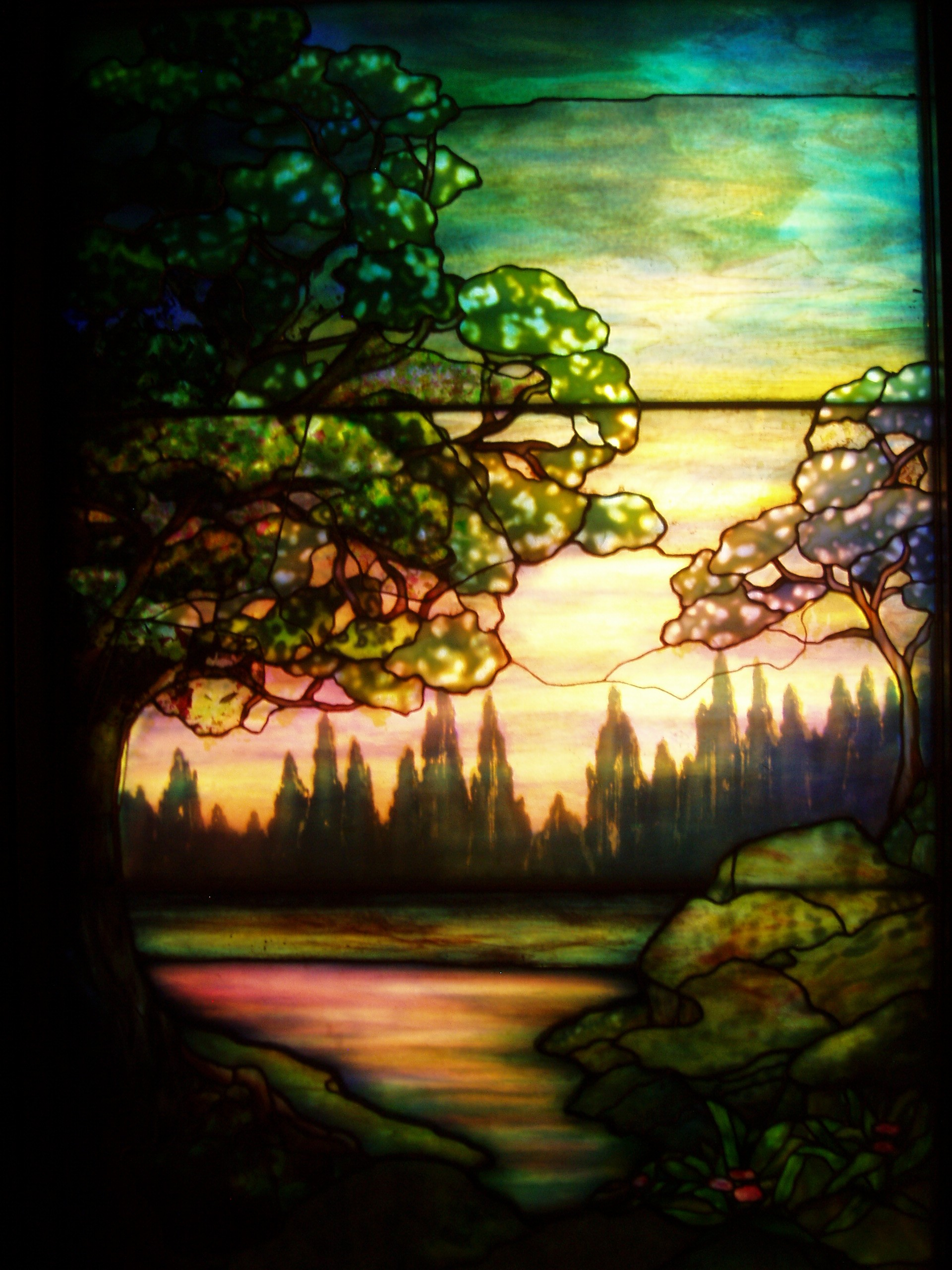
Evening Landscape.
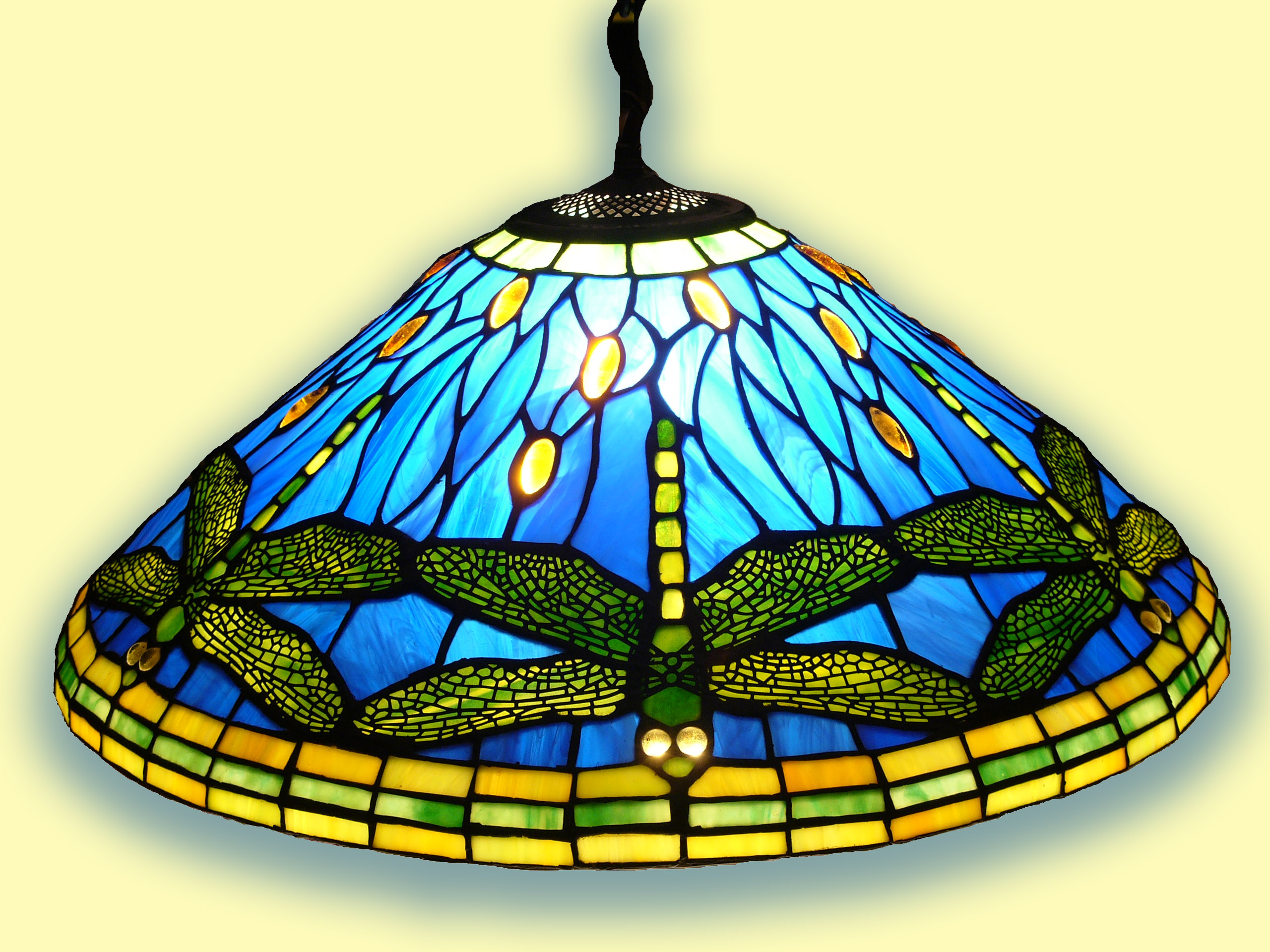
Dragonfly
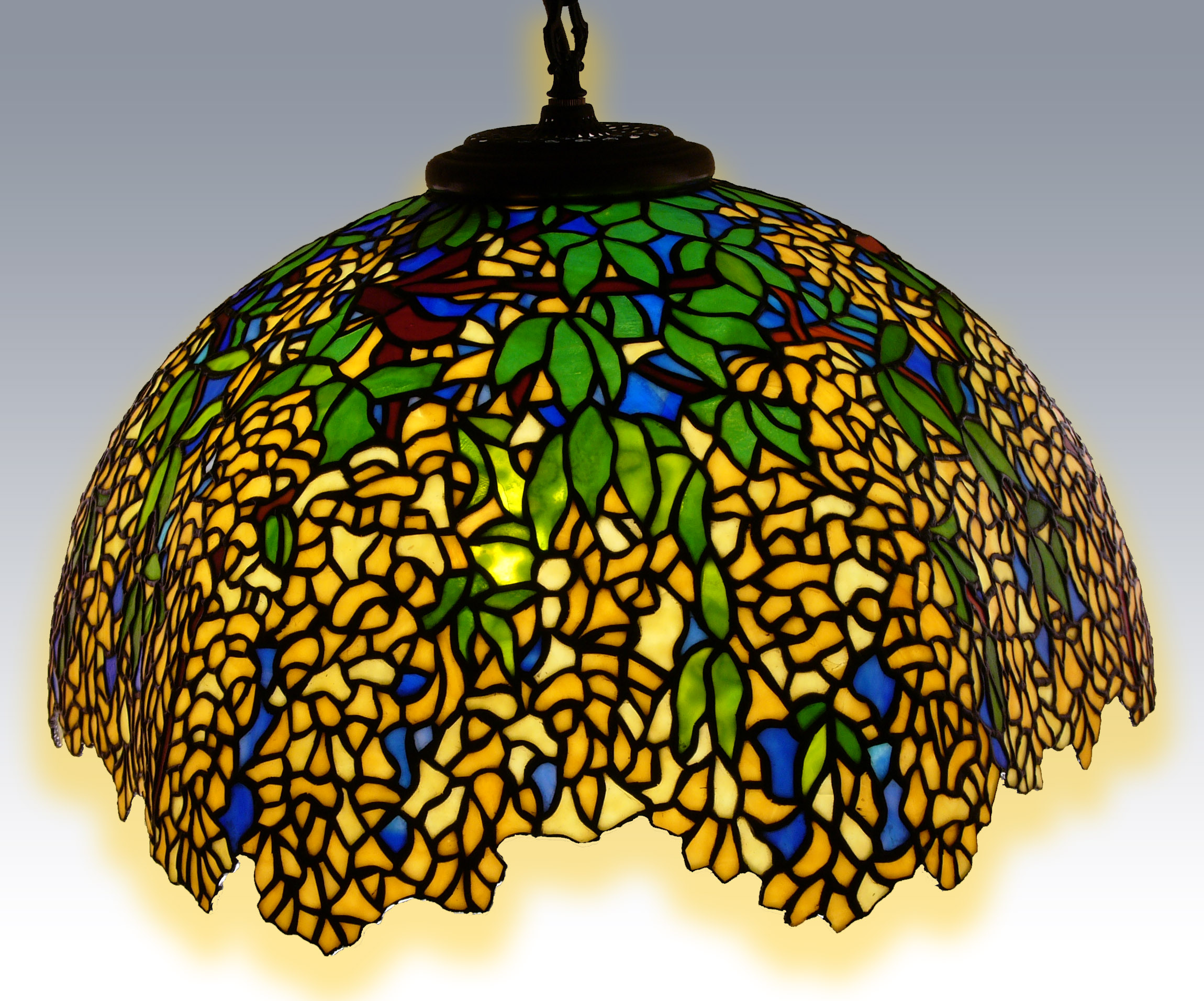
Laburnum
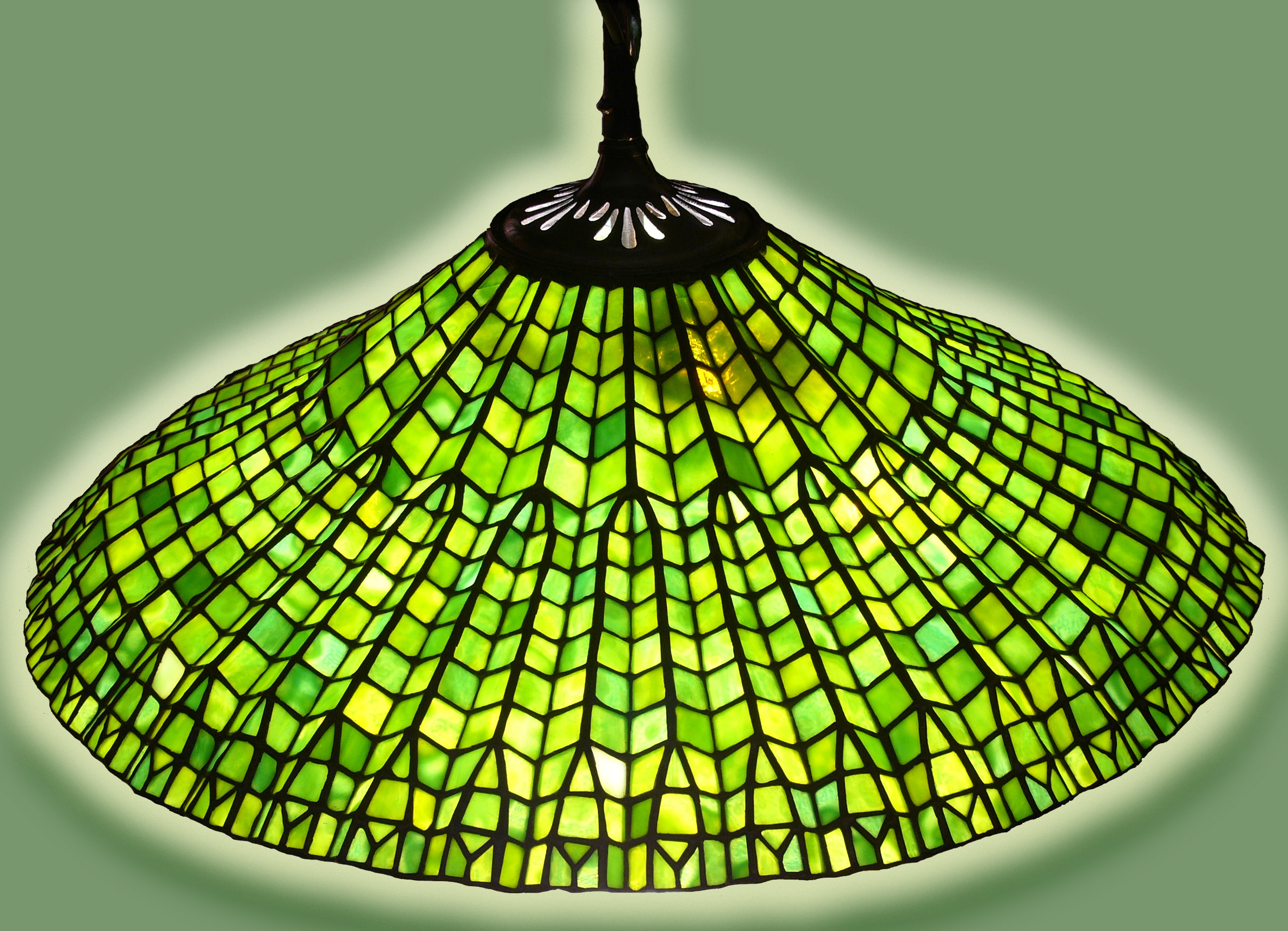
Lotus leaf